# وورزوگوری
وورزوگوری (به انگلیسی: Vorzogory) یک منطقهٔ مسکونی در روسیه است که در استان آرخانگلسک واقع شده‌است.